# Ève Périsset
Ève Pérriset (født 24. december 1994) er en kvindelig fransk fodboldspiller, der spiller forsvar for engelske Chelsea i FA Women's Super League og Frankrigs kvindefodboldlandshold. Hun har tidligere spillet for Bordeaux, Paris Saint-Germain og Lyon. 
Hun fik sin officielle debut på det franske landshold den 16. september 2016 i en 1–1-uafgjort mod Brasilien. Hun blev første gang udtaget til EM i fodbold 2017 i Holland og senere VM i fodbold 2019 på hjemmebane. Hun blev også udtaget til landstræner Corinne Diacres officielle trup mod EM i fodbold for kvinder 2022 i England.
Hun skrev den 8. juni 2022 under på en tre-årig kontrakt med den engelske storklub Chelsea i FA Women's Super League.

## Landsholdsstatistik
| Nr. | Dato              | Spillested                                     | Modstander | Score | Resultat | Turnering             |
| --- | ----------------- | ---------------------------------------------- | ---------- | ----- | -------- | --------------------- |
| 1   | 1. december 2020  | Stade de la Rabine, Vannes, Frankrig           | Kasakhstan | 7–0   | 12–0     | EM-kvalifikation 2022 |
| 2   | 22. oktober 2021  | Stade Dominique Duvauchelle, Créteil, Frankrig | Estland    | 3–0   | 11–0     | VM-kvalifikation 2023 |
| 3   | 26. november 2021 | Stade de la Rabine, Vannes, Frankrig           | Kasakhstan | 4–0   | 6–0      | VM-kvalifikation 2023 |
| 4   | 23. juli 2022     | New York Stadium, Rotherham, England           | Holland    | 1–0   | 1–0      | EM i fodbold 2022     |